# Daihatsu Move
La Daihatsu Move è una keicar prodotta dalla casa automobilistica Daihatsu in più serie fin dall'agosto 1995.
È stata creata sulla base della Daihatsu Cuore contemporanea, sfruttando una maggior altezza per creare un corpo vettura simile a una monovolume, come ha fatto nel 1993 la Suzuki con la Suzuki Wagon R+.
Anche la seconda serie della Move è stata basata sullo stesso pianale della Cuore dei primi anni 90, mentre la terza serie è uscita nel 2002. La quarta serie è stata invece introdotta sul mercato nel 2006.

## Versioni speciali
Della Move sono state prodotte alcune serie particolari, soprattutto per il mercato interno, a partire dalla Grand Move versione più grande della citycar, la Move Latte e la Move Custom, versione della Move con una carrozzeria più giovanile e sportiva. La Move Latte, ingentilita nelle linee, è stata prodotta a partire dal 2004 fino al 2009, con alcune modifiche estetiche nel corso degli anni. Era destinata a un pubblico femminile, più attento all'aspetto estetico dell'auto. La Move Conte, introdotta nell'agosto 2008, disponibile anche nella variante Custom, e la Naked.